# Deparia tomitaroana
Deparia tomitaroana là một loài dương xỉ trong họ Athyriaceae. Loài này được Masam. R. Sano mô tả khoa học đầu tiên năm 2000.